# Батлер (аэропорт, Алабама)
Аэропорт Батлер округа Чоктоу (англ. Butler-Choctaw County Airport), (FAA LID: 09A) — государственный гражданский аэропорт, расположенный в девяти километрах к северо-востоку от центральной части города Батлер (Алабама, США).

## Операционная деятельность
Аэропорт Батлер округа Чоктоу занимает площадь в 32 гектара, расположен на высоте 41 метр над уровнем моря и эксплуатирует одну взлётно-посадочную полосу:
- 11/29 размерами 1244 х 24 метров с асфальтовым покрытием.

В период с 27 марта 2000 года по 27 марта 2001 года аэропорт Батлер округа Чоктоу обработал 1920 операций взлётов и посадок самолётов (в среднем 160 операций ежемесячно), все рейсы в данном периоде пришлись на авиацию общего назначения.